# Khenpo Ngakchung
Khenpo Ngakchung, também conhecido como Osel Rinchen Nyingpo Pem Lendrel Tsel, Khenpo Ngaga ou ainda Khenpo Ngawang Pelzang é considerado uma emanação de Vimalamitra, o grande mestre indiano que foi responsável, junto com Guru Padmasambhava, por introduzir os ensinamentos do Vajrayana no Tibete no século VIII. 
O professor de Khenpo Ngakchung foi o venerável Nyoshul Lungtok Tenpai Nyima (1829-1901), uma manifestação do abade Shantirakshita, que passou vinte e oito anos na companhia do escolástico Patrul Rinpoche, e assim, recebeu todos os ensinamentos Nyingtik, praticou-os sob sua orientação e atingiu a máxima realização da Grande Perfeição.
Khenpo Nakchung foi uma criança extraordinária. Mesmo um bebê ele manifestou poderes sobrenaturais e visões de deidades. Desde sua juventude foi mantido sob os cuidados de Tenpai Nyima. Ele completou todos os estágios de prática - as práticas preliminares, recitação de sadhanas , yogas, e os dois aspectos da Grande Perfeição, trekchö e thögal.
Completamente realizado na tradição do Longchen Nyingtik, ele escreveu o livro "O guia das palavras do meu professor perfeito" (sem tradução para o português), uma explicação teórica do clássico "As palavras do meu professor perfeito". 
Suas atividades benéficas aos seres se estenderam para o Ocidente, uma vez que o seu livro agora está disponível na língua inglesa. Este fato foi predito pelo próprio Khenpo Ngakchung num sonho contado a seu mestre. Nesse sonho ele viu uma imensa stupa sendo destruída e carregada por um rio que se movia na direção oeste para o oceano e ouviu uma voz do céu dizendo que milhões de seres neste oceano seriam beneficiados. Seu mestre Tenpai Nyima mais tarde explicou que esse sonho predisse a destruição da doutrina do Buda no Oriente (Revolução Cultural Chinesa e conquista militar do Tibete) e sua disseminação no Ocidente.